# SG-7
SG-7 – polski szybowiec wyczynowy, zbudowany w dwudziestoleciu międzywojennym.

## Historia
Inżynier Szczepan Grzeszczyk na przełomie 1936 i 1937 opracował projekt kolejnego szybowca wyczynowego. Nowa konstrukcja była rozwinięciem szybowca SG-3bis/36. W stosunku do pierwowzoru nowa konstrukcja miała zmniejszone rozmiary, płat został zamontowany bezpośrednio na kadłubie, usterzenie zostało przekonstruowane i statecznik poziomy został przesunięty do góry. Konstruktor wprowadził zmiany w systemie sterowania tak, aby szybowiec lepiej zachowywał się w trudnych warunkach lotu.
Budowę dwóch prototypów rozpoczęto w Warsztatach Szybowcowych w Warszawie. Pierwszy został ukończony i oblatany późną wiosną 1937 przez konstruktora w Warszawie, otrzymał znaki rejestracyjne SP-860. Drugi egzemplarz, o znakach SP-863, został ukończony w lipcu i skierowany na badania w Instytucie Technicznym Lotnictwa. Zbudowane szybowce odbiegały od danych obliczeniowych - były cięższe, mniej zwrotne i sterowne.
W dniach 29 lipca-19 sierpnia 1937 szybowiec wziął udział w V Światowym Jamboree Skautowym w Vogelenzang. Dotarł tam lotem na holu za samolotem, lecąc na trasie Warszawa – Wrocław – Berlin – Hanower – Amsterdam – Haga i z powrotem. W trakcie Jamboree szybowiec wykonywał loty pokazowe.
Na drugim egzemplarzu Wanda Modlibowska w dniach 5-15 sierpnia 1937 wystartowała w V Krajowych Zawodach Szybowcowych w Inowrocławiu, gdzie zajęła 26. miejsce.
Gorsze osiągi od Orlika i brak sukcesów sportowych spowodował przerwanie prac nad rozwojem konstrukcji. Istniejące egzemplarze były używane do lotów treningowo-wyczynowych, na jesień 1939 planowano ich przebudowę w Śląskich Warsztatach Szybowcowych. Wybuch II wojny światowej uniemożliwił te plany. Żaden z istniejących egzemplarzy nie przetrwał działań wojennych.

## Konstrukcja
Jednomiejscowy szybowiec wyczynowy w układzie wolnonośnego górnopłatu o konstrukcji drewnianej.
Kadłub o konstrukcji półskorupowej i przekroju owalnym. Wykonany jako całość ze statecznikiem pionowym, kryty sklejką. Kabina pilota zakryta jednoczęściową zdejmowaną osłoną, fotel pilota dostosowany do spadochronu plecowego. Z przodu kadłuba był umieszczony hak do startu z lin gumowych i zaczep do lotów na holu.
Płat dwudzielny o obrysie trapezowym, o kształcie spłaszczonego „M”. Dwudźwigarowy, kryty do dźwigara sklejką, dalej płótnem. Wyposażony w lotki o napędzie linkowym.
Usterzenie klasyczne, krzyżowe. Statecznik poziomy dwudzielny, zamontowany na stateczniku pionowym. Stateczniki kryte sklejką, stery płótnem
Podwozie jednotorowe złożone z podkadłubowej płozy amortyzowanej dętką i stalowej płozy ogonowej.

## Malowanie
Cały szybowiec malowany na kolor kremowy, przód kadłuba pomalowany na czerwono.